# 가와치촌 (히로시마현 후타미군)
가와치촌(일본어: 川地村)은 일본 히로시마현 후타미군에 설치되었던 촌이다. 현재의 미요시시에 해당한다.